# Tijmvedermot
De tijmvedermot (Merrifieldia leucodactyla) is een vlinder uit de familie van de vedermotten (Pterophoridae). De wetenschappelijke naam is gepubliceerd in 1775 door Denis en Schiffermüller.
De soort komt voor in Europa.